# John Wiley & Sons
John Wiley & Sons, Inc. comunemente conosciuta come Wiley, è una casa editrice statunitense specializzata in testi di riferimento. L'attività iniziò nel 1807 quando Charles Wiley aprì una tipografia in Manhattan che pubblicava testi di legge e nei primi anni pubblicò lavori di letteratura. Con suo figlio John, adottò il nome attuale nel 1875 e aggiunse alcuni testi scientifici e tecnici al suo catalogo. Oggi ha più di 3500 impiegati in tutto il mondo.
Tra le sue pubblicazioni la serie ...For Dummies, il dizionario Webster's New World e le serie a carattere informatico Wrox Press e Sybex. Oltre ai libri la Wiley pubblica diverse riviste scientifiche.

## Wiley-VCH
Wiley-VCH è una casa editrice tedesca della John Wiley & Sons. Fondata nel 1921 col nome di Verlag Chemie (VCH) da due società di appendimento, fu successivamente assorbita all'interno della Società Chimica Tedesca (Gesellschaft Deutscher Chemiker, GDCh).
Nel 91, VCH acquisì la casa editrice Akademie Verlag e, cinque anni più tardi, fu a sua volta rilevata dalla John Wiley & Sons, che nel 1997 cedette alla R. Oldenbourg Verlag i diritti sul catalogo delle pubblicazioni umanistiche, trattenendo la sezione scientifica.

## Open Access
La casa editrice offre sia delle riviste che pubblicano esclusivamente in modalità di accesso aperto che delle riviste riservate agli abbonati. La maggior parte di queste ultime offre però agli autori degli articoli la possibilità di pubblicare in modalità di accesso aperto ibrido.
Agli autori è richiesto di pagare un costo di elaborazione dell'articolo alla casa editrice. 
Tale costo può essere finanziato parzialmente o totalmente da istituti di ricerca, finanziatori privati, consorzi e aziende che hanno stipulato delle convenzioni con la casa editrice. 
Gli articoli pubblicati in modalità di accesso aperto sono rilasciati con licenza di tipo Creative Commons e sono immediatamente consultabili, scaricabili e condivisibili da chiunque.
Le riviste ad accesso aperto sono comunque sottoposte a revisione paritaria e spesso sono pubblicate per conto di associazioni scientifiche e professionali di settore.